# Сазонов Пантелеймон Петрович
Сазонов Пантелеймон Петрович (1895—1950) — радянський російський кінорежисер, художник-мультиплікатор.

## Життєпис
Народився 27 травня 1895 р. в Гродно. Помер 3 жовтня 1950 р. Закінчив Гродненську класичну гімназію (1914), потім навчався на юридичному факультеті Московського університету (1914–1917).

## Творчість
Поставив в Україні фільми:
- «Пригоди фабриканта» (1924)
- «Димівка» (1925, співавт. сцен.)
- «В пазурах Радвлади» (1926) — на Одеській кінофабриці Всеукраїнського кінофотоуправління, сценарій С. Левітіної
- «Вибух» (1928).

В останні роки життя працював в галузі російської мультиплікації.

## Фільмографія

### Сценарист
1. 1933 — Пам'ятай! / Помни!
2. 1933 — Кольорові поля / Цветные поля
3. 1935 — Квартет[ru]
4. 1935 — Невиправний / Неисправимый
5. 1937 — Тут не кусаються
6. 1937 — Непроханий гість (Ворона й Лисиця)
7. 1938 — Курка на вулиці / Курица на улице
8. 1938 — Казка про Ємєлю / Сказка про Емелю
9. 1940 — Казка про попа і його робітника Балду
10. 1941 — Слон і Моська
11. 1942 — Солодун / Сластена
12. 1944 — Орел і кріт[ru]

### Режисер-сценарист
1. 1948 — Мисливська рушниця[ru]

### Режисер
- 1926 — В пазурах Радвлади
- 1927 — Вибух / Взрыв
- 1933 — Не будь безтурботним / Не будь беспечным
- 1933 — Пам'ятай!
- 1933 — Кольорові поля / Цветные поля
- 1934 — Злодій / Вор
- 1935 — Квартет
- 1935 — Невиправний / Неисправимый
- 1936 — Небезпечна прогулянка / Опасная прогулка
- 1937 — Кого ми били / Кого мы били
- 1937 — Тут не кусаються
- 1937 — Непроханий гість (Ворона й Лисиця)
- 1938 — Курка на вулиці
- 1938 — Казка про Ємєлю / Сказка про Емелю
- 1938 — Кицин дім
- 1940 — Казка про попа і його робітника Балду
- 1941 — Стерв'ятники
- 1941 — Слон і Моська
- 1942 — Солодун / Сластена
- 1943 — Фон Граббе
- 1944 — Орел і кріт
- 1949 — Як починалося життя — режисер мультвставки
- 1950 — Лисиця-будівниця[ru]

### Художник-постановник
1. 1933 — Пам'ятай!
2. 1934 — Злодій
3. 1935 — Квартет
4. 1935 — Невиправний